# Aboubacar Keita
Aboubacar Keita (* 6. April 2000 in New York City) ist ein US-amerikanisch-guineischer Fußballspieler. Er steht seit Mitte Mai 2019 beim MLS-Franchise Columbus Crew unter Vertrag.

## Karriere

### Verein
Seine Jugend verbrachte er an der Crew Academy und war zudem für die Virginia Cavaliers aktiv. Zur ersten Mannschaft von Columbus kam er Ende Januar 2019. Von dort wurde er für ca. 2 Monate an die Richmond Kickers ausgeliehen, für welche er in der USL1 drei Mal zum Einsatz kam. Seit Mai 2019 ist er zurück im Aufgebot von Columbus. Seinen ersten Einsatz in der MLS hatte er bei einer 1:0-Niederlage gegen Real Salt Lake.

### Nationalmannschaft
Seinen ersten Einsatz für die U-20 Nationalmannschaft der Vereinigten Staaten erhielt er am 22. März 2019 in einem 2:2-Freundschaftsspiel gegen Frankreich. Im selben Jahr lief er bei der U-20 Weltmeisterschaft in Polen in jedem Spiel auf.